# محمد سالم بن المختار المحبوبي
محمد سالم بن المختار بن المحبوبي اليدالي الشمشوي كان عالم مسلم وقاضي وشاعر ومدرس بالمعهد العالي للدراسات والبحوث الإسلامية، ولد في ربيع الأول عام 1354هـ/ 1935 م عند «بئر انتوطفين» شمال مقاطعة المذرذرة.

## شعره
له ديوان شعر من تحقيق «مريم بنت محمد سالم بن المحبوبي» (ابنته)، المعهد العالي للدراسات والبحوث الإسلامية - نواكشوط 1998 (مرقون).

## مؤلفاته
- شفاء المغتم في شرح ( وان زوحم مؤتم ).[4]
- طرة نظم التركة[5]
- فاتح الإغلاق من لامية علي بن قاسم الزقاق

## وصلات خارجية
- الشيخ محمد سالم بن المحبوبي (حياته وآثاره) ، المعهد العالي للدراسات واالبحوث الإسلامية